# Alstom Metropolis BM4
Alstom Metropolis BM4 (Bucharest Metro a 4-a generație) este o familie de metrouri proiectată pentru Metroul București, cu 13 garnituri de șase vagoane construite în prezent de Alstom la uzina Taubaté, Brazilia.
Până în iulie 2025 fuseseră livrate 11 din cele 13 trenuri. Din 2024, prototipul 1402-2402 „Giurgiu” a început testele dinamice pe linia M2 între Berceni și Tudor Arghezi, testarea CBTC pe linia M5 fiind programată pentru ianuarie 2025. Începând cu mai 2025, trenurile BM4 au început testele dinamice și pe Magistrala 5.

## Istorie
În urma anulării primei licitații de trenuri pentru linia M5, pe 22 martie 2019 a fost lansată o nouă licitație pentru achiziția a 13 trenuri destinate secțiunii Râul Doamnei / Valea Ialomiței - Eroilor. Aceasta prevedea și achiziția unui simulator, a unui set de scule specializate, precum și opțiunea de a mai achiziționa încă 17 trenuri. Au depus oferte Alstom, CAF, Hyundai Rotem, Metrowagonmash și un consorțiu format din Astra Vagoane Călători și CRRC Qingdao Sifang.
Licitația a fost câștigată de Alstom, cu modelul Metropolis iar contractul a fost semnat pe 2 decembrie 2020, după mai bine de un an de licitație, primele trenuri urmând să fie livrate în maxim 30 de luni.
Acest contract a venit după licitația eșuată din 2015 pentru un acord-cadru de 51 de trenuri, semnat inițial cu CAF, care a fost anulat din cauza acuzațiilor de corupție între Metrorex și CAF în timpul procesului de licitație.
Contractul semnat cu Alstom constă în 13 trenuri care urmează să opereze pe prima fază a liniei M5, cu opțiune suplimentare de 17 unități, care sunt destinate fazei a doua a liniei M5 între Eroilor și Piața Iancului.
Unitățile urmau să fie construite la uzina Alstom din Taubaté, Brazilia, care a fost extinsă în noiembrie 2022, în așteptarea contractelor semnate la București, Taipei, São Paulo și Santiago de Chile.
Livrările erau așteptate pentru vara anului 2022, deși Alstom a întâmpinat mai multe întârzieri în timpul producției BM4, prelungind data până în aprilie 2024, ceea ce a determinat în cele din urmă Metrorex să aplice penalități de peste 20 de milioane de euro.
Alstom a citat pandemia COVID-19 și invazia rusă a Ucrainei drept principalele motive ale întârzierilor din cauza problemelor lanțului de aprovizionare cauzate de aceste evenimente, alături de o curbă cu raza de 50 de metri în apropierea stației Romancierilor în loc de o curbă cu raza de 100 de metri specificată în cerințe, ceea ce a condus la Metrorex să respingă prototipul și să solicite Alstom să reproiecteze caroseriile. Până la urmă, în ianuarie 2024, Metrorex a acceptat versiunea revizuită a BM4 sub forma unității 1402-2402 „Giurgiu”, dând undă verde producției de serie.
Întârzierile sunt cauzate și de sistemul de transport. Alstom nu a găsit nicio companie care să livreze BM4-urile direct în România prin Portul Constanța, din cauza posibilei amenințări ca mine rusești să fie prezente în Marea Neagră, ceea ce a determinat Alstom să expedieze trenurile către Portul Hamburg pe mare și apoi pe șosea spre București.

## Design și caracteristici
BM4 refolosește și perfecționează baza de design Vagn 2000, introdusă cu garniturile Bombardier Movia 346 și perfecționată ulterior cu garniturile CAF BM3. Fața este inspirată după limbajul final de design Bombardier Movia înainte de preluarea de către Alstom în 2021, rezultând o față similară cu Movia R151 din Singapore. Aspectul exterior este similar cu CAF BM3, deși cu o dungă portocalie care semnifică utilizarea lor pe linia M5.
Ca de obicei la metroul din București, garniturile sunt configurate într-o formație R1–MP1–M1–M2–MP2–R2, cu R însemnând vagon remorcă, MP fiind vagon motor cu pantograf și M fiind vagon motor.
Include mai multe upgrade-uri. Ventilația pasagerilor este acum alimentată de șase unități mari HVAC, o premieră pentru Metroul București, alături de securitate sporită cu camere CCTV, informații mai bune despre pasageri cu afișaje LCD, ferestre mai mari și scaune din aluminiu. Cabinele pot fi demontate cu ușurință pentru o funcționare fără mecanic în viitor.

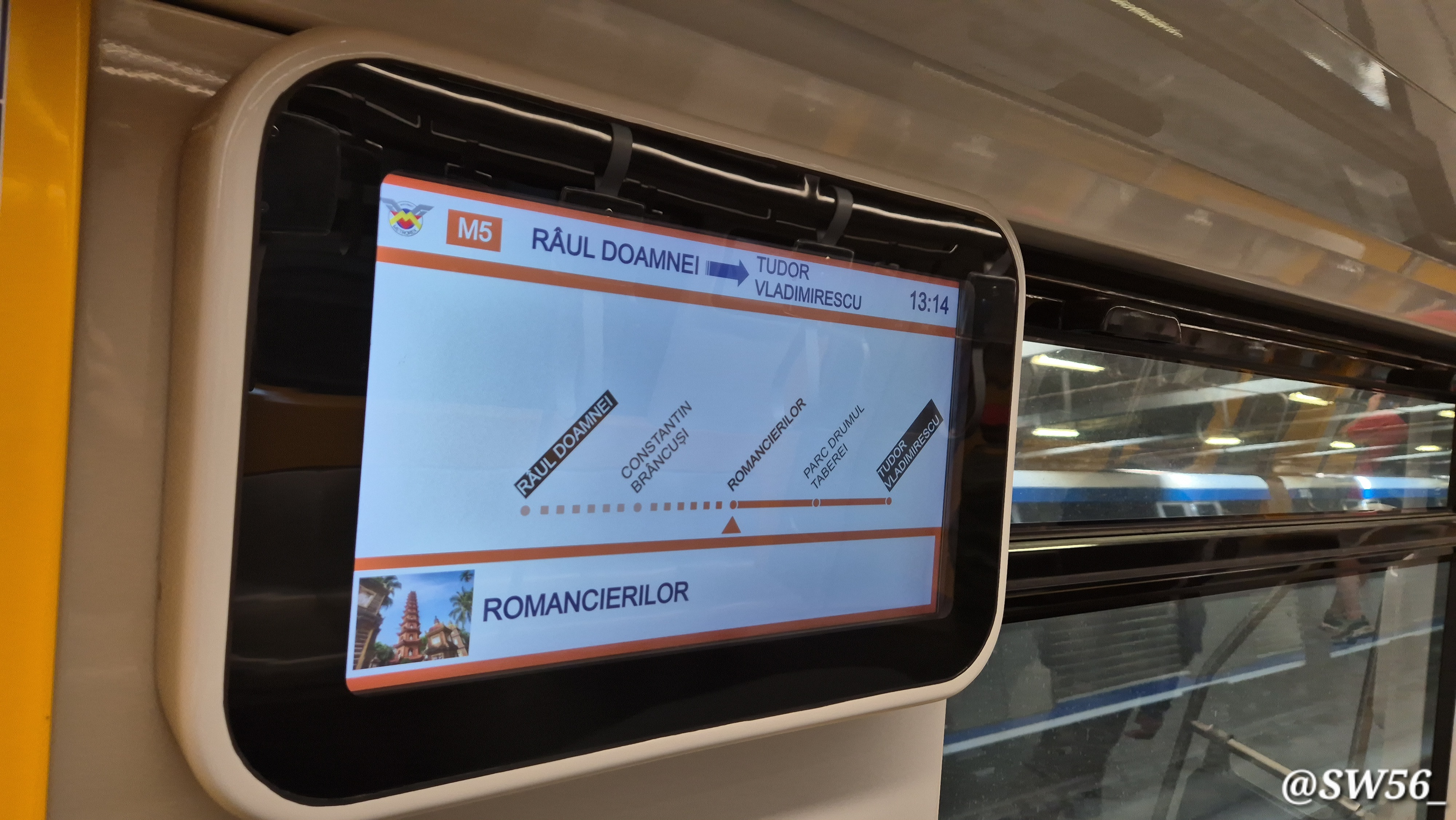
LCD care arată harta liniei M5

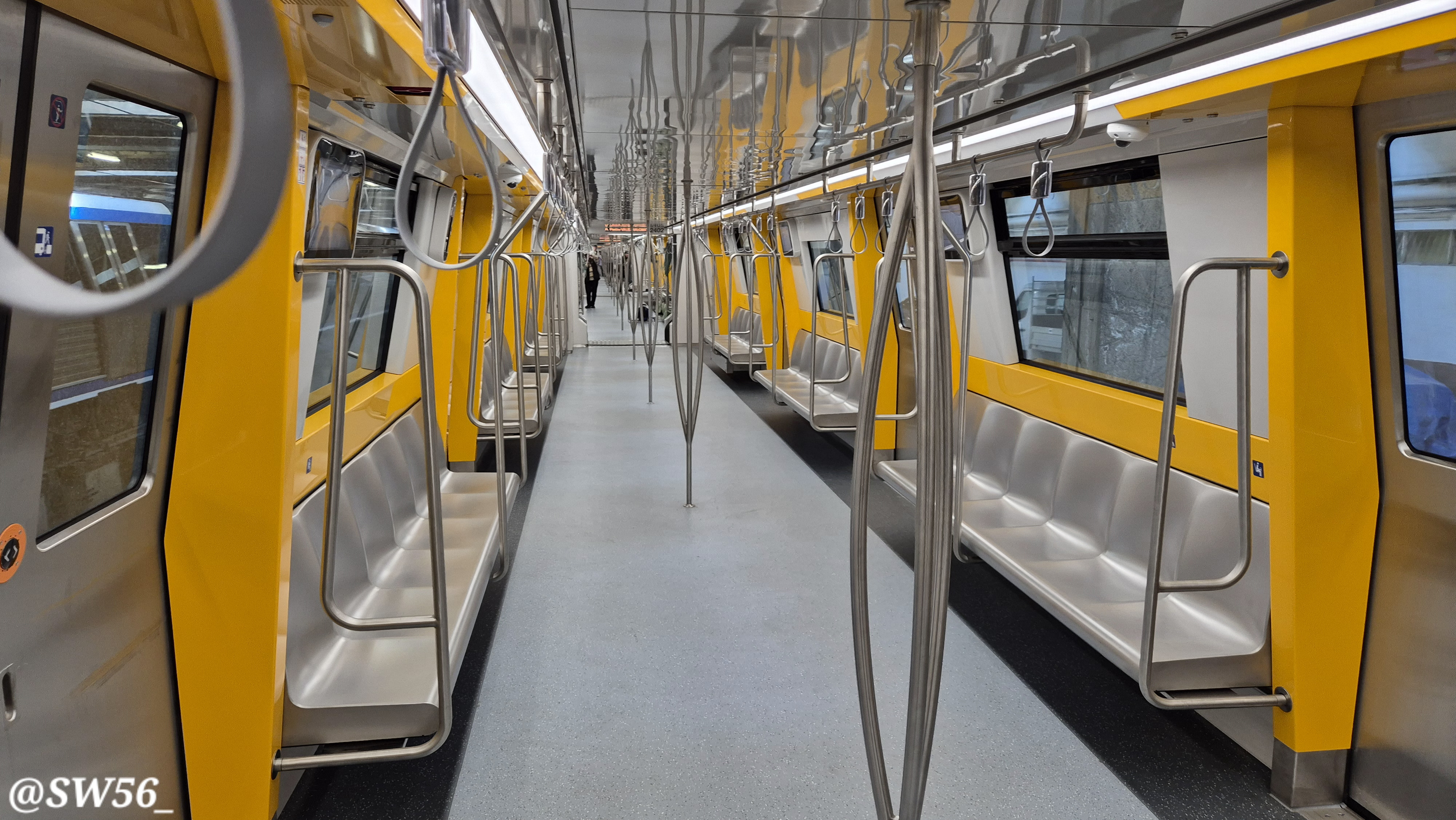
Salonul călători al Alstom Metropolis BM4

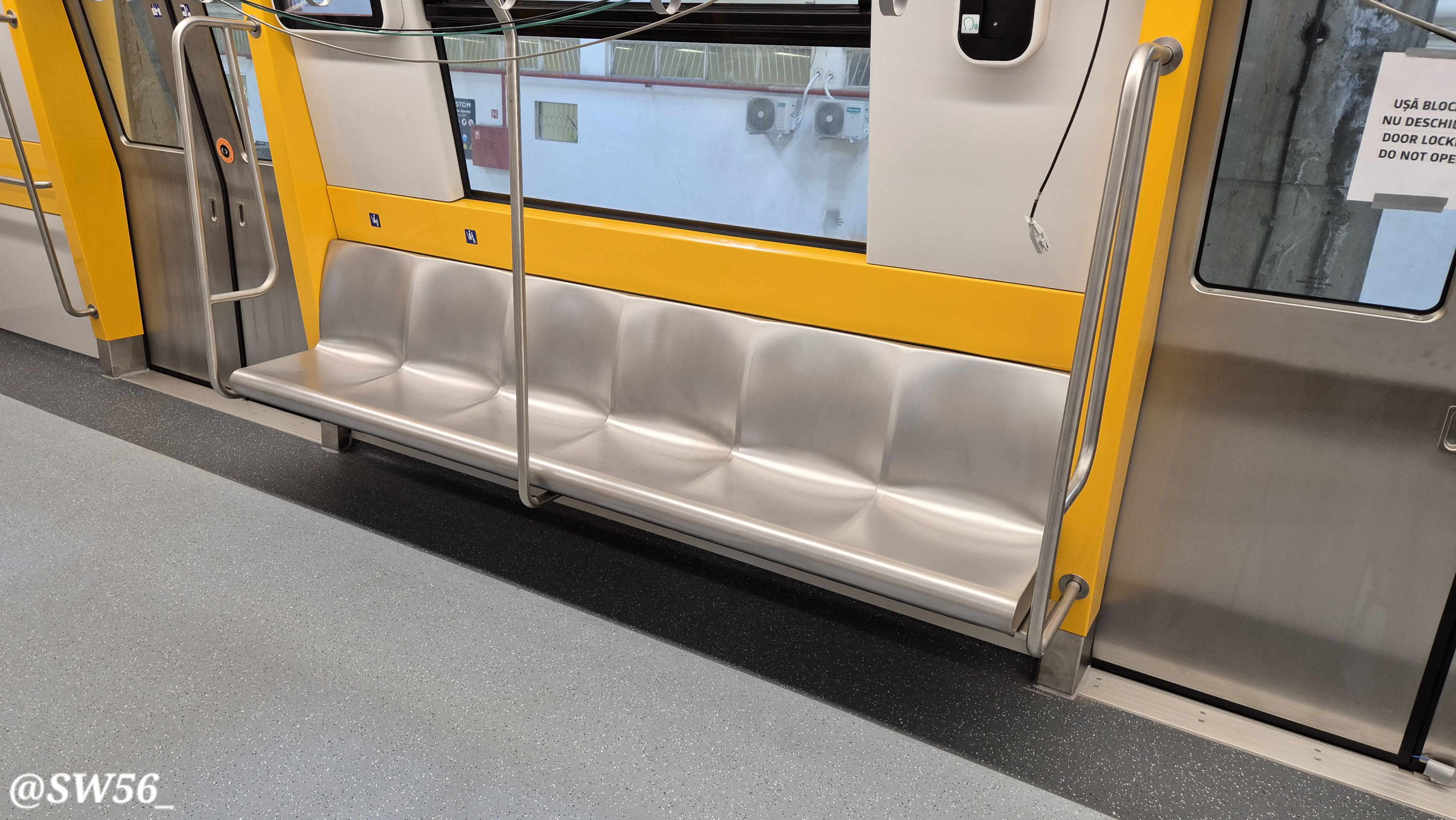
Scaune Alstom Metropolis BM4 din oțel inoxidabil

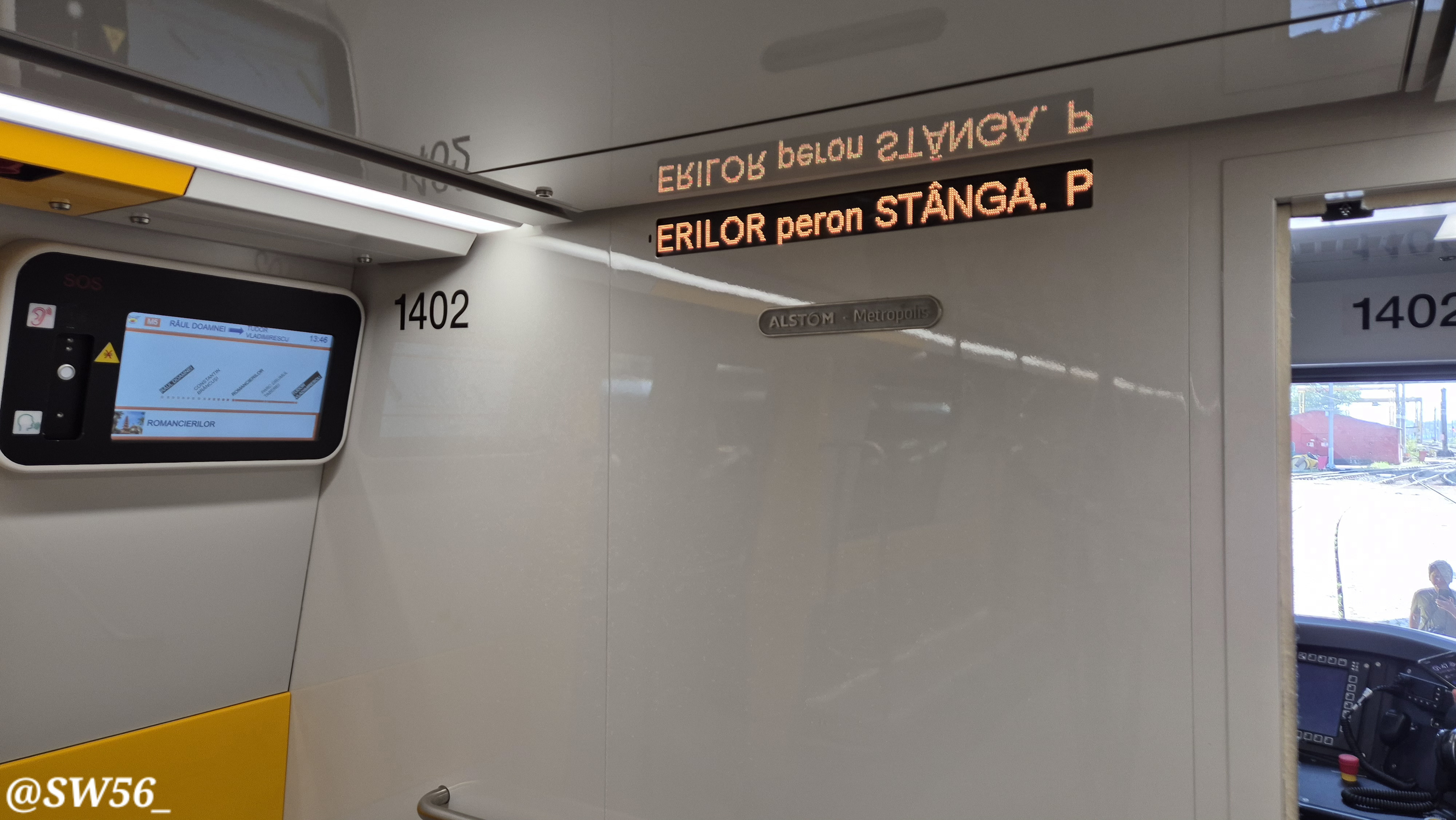
Panouri cu informații pentru pasageri

Ca și garniturile Bombardier Movia 346 și CAF BM3, trenurile Alstom Metropolis BM4 sunt numite de Metrorex după o anumită temă, în acest caz după județele românești.

## Numere de parc
- 1401-2401 "Ilfov"

- 1402-2402 "Giurgiu"

- 1403-2403 "Teleorman"

- 1404-2404 "Sălaj"

- 1045-2405 "Sibiu"

- 1406-2406 "Cluj"

- 1407-2407 "Iași"

- 1408-2408 "Constanța"

- 1409-2409 "Brașov"

- 1410-2410 "Maramureș"

- 1411-2411 "Bihor"

- 1412-2412 "Galați"

- 1413-2413